# 이진명
이진명(1955년 ~ )은 대한민국의 시인이다.서울에서 태어나 서울예술전문대 문예창작과를 졸업했다.

## 약력
1990년 《작가세계》(여름호) 제1회 신인으로 〈저녁을 위하여〉외 7편의 시 발표 등단. 제4회 일연문학상, 제2회 서정시학작품상 수상. 대산재단창작기금(1994) 수혜.

## 저서

### 시집
- 《밤에 용서라는 말을 들었다》(민음사, 1992) ISBN 8937405040
- 《집에 돌아갈 날짜를 세어보다》(문학과지성사, 1994) ISBN 8932007179
- 《단 한 사람》(열림원, 2004)
- 《세워진 사람》(창비, 2008) ISBN 978-89-364-2285-1

#### 시인의 말
- 《밤에 용서라는 말을 들었다》
쓸쓸함 무관심 맛없음 살고 있음의 虛 자아라는 非사랑……
그런 이름을 가진 스승이여.
그 한때 이후 더할 기쁨도 덜할 슬픔도 없으리니
잔 송사리떼 물살 오르락이며 어리게 노는 모습 지켜볼 뿐
아, 이 지켜봄마저 죽여 주십시오.
- 《집에 돌아갈 날짜를 세어보다》
세상으로부터 소외된 것들에는 어떤 것이 있나. 愛語, 공경, 정직, 시중 그리고 어떤 빛들, 빛의 떨림들이 있다고 생각해왔다. 그 생각들이 점점 커지고, 그럼 왜, 어째서 그 물음이 자주 온다. 마음에 짚인 한 길을 택해 찾아가보노라면, 거기에 무엇이, 어느 하나가 있을 것인가. 어둔 밤의 기쁨이 오롯할 것인가.